# ATP Qatar Open 2023
ATP Qatar Open 2023 este un turneu de tenis masculin jucat pe terenuri cu suprafață dură în aer liber. Este cea de-a 31-a ediție a evenimentului și face parte din seria ATP 250 din Circuitul ATP 2023. Are loc la Khalifa International Tennis and Squash Complex din Doha, Qatar, în perioada 20 – 26 februarie 2023.

## Campioni

### Simplu
Pentru mai multe informații consultați ATP Qatar Open 2023 – Simplu

### Dublu
Pentru mai multe informații consultați ATP Qatar Open 2023 – Dublu

## Puncte și premii în bani

### Distribuția punctelor
| Probă  | C   | F   | SF | QF | R16 | R32 | Q   | Q2  | Q1  |
| Simplu | 250 | 150 | 90 | 45 | 20  | 0   | 12  | 6   | 0   |
| Dublu* | 250 | 150 | 90 | 45 | 20  | 0   | N/A | N/A | N/A |

*per echipă

### Premii în bani
| Probă  | C        | F        | SF      | QF      | R16     | R32     | Q2     | Q1     |
| Simplu | $209,445 | $122,175 | $71,830 | $41,615 | $24,165 | $14,770 | $7,385 | $4,030 |
| Dublu* | $72,780  | $38,940  | $22,820 | $12,750 | N/A     | N/A     | N/A    |        |

*per echipă